# Tindūf
Tindūf (arabisch تندوف Tindūf, tamazight ⵜⵉⵏⴷⵓⴼ Tinduf) ist eine Stadt im Westen von Algerien und gleichzeitig die Hauptstadt der Provinz Tindūf. Außerdem hat die Exilregierung der Demokratischen Arabischen Republik Sahara in Tindūf ihren Sitz.

## Bevölkerung
Tindūf hat 58.128 Einwohner (Berechnung 2012).
Die Bevölkerungsentwicklung im Überblick:
| Jahr              | Einwohner |
| ----------------- | --------- |
| 1977 (Zensus)     | 6.044     |
| 1987 (Zensus)     | 13.084    |
| 2008 (Zensus)     | 45.966    |
| 2012 (Berechnung) | 58.128    |

## Geschichte
Tindūf wurde 1852 von Berbern gegründet. 1934 marschierte die französische Kolonialarmee in Tindūf ein und das Gebiet wurde ein Teil Algeriens. Nach der Unabhängigkeit Algeriens 1962 wuchs die Stadt und wurde durch ihre Nähe zur marokkanischen und mauretanischen Grenze bedeutend. Im Algerisch-Marokkanischen Grenzkrieg (1963–1964) beanspruchte König Hassan II. von Marokko das Gebiet um Tindūf, gab die Ansprüche jedoch 1972 auf. Östlich von Tindūf leben seit ihrer Vertreibung im Westsaharakonflikt die Sahrauis in mehreren Flüchtlingslagern, deren Verwaltung die Frente Polisario übernommen hat.

## Flüchtlingslager
Nahe Tindūf existieren fünf Flüchtlingslager (Awserd, Boujdour, Dakhla, Laayoune und Smara), in denen etwa 173.600 Personen (2017) leben. Davon ist Smara das größte mit 51.000 Personen. Zusätzlich existieren auch noch Flüchtlinge, die sich außerhalb der Camps hier aufhalten.
Die Organisation der Flüchtlingslager spiegelt sie soziale Struktur im Herkunftsgebiet und ist in Willayas (Provinzen) und Daïras (Gemeinden) eingeteilt. Eine dieser Willayas ist beispielsweise die Willaya von Boujdour, wo Menschen aus Boujdour leben. Mehrheitlich handelt es sich nicht um feste Konstruktionen, dies soll zeigen, dass die Bewohner der Lager nicht beabsichtigen, dort dauerhaft zu bleiben, sondern mit der gemeinsamen Rückkehr in ihr Herkunftsland rechnen. Wegen Starkregen und Hochwasser entstanden aber mehrere solide konstruierte Gemeinschaftsbauten. Ein großes Problem stellen Antipersonenminen dar.
Große Teile der Verwaltungsaufgaben werden von Frauen übernommen. So gibt es die Union der sahrauischen Frauen. Trotz geringer finanzieller Möglichkeiten und zuletzt einem Rückgang der Hilfen durch die Verlagerung zugunsten der Ukraine und Gaza, sorgen sie für funktionierende öffentliche Dienste.
2025 besuchte eine Schweizer Parlamentsdelegation unter der Leitung von Fabian Molina Tindūf.